# Liparis bleyi
Liparis bleyi är en orkidéart som beskrevs av Johannes Jacobus Smith. Liparis bleyi ingår i släktet gulyxnen, och familjen orkidéer. Inga underarter finns listade i Catalogue of Life.